# Abducting the Unicorn
Abducting the Unicorn è il primo album in studio del gruppo musicale britannico The Pineapple Thief, pubblicato il 27 aprile 1999.

## Tracce
Testi e musiche di Bruce Soord.
1. Private Paradise – 11:10
2. Drain – 6:38
3. What Ever You Do, Do Nothing – 6:21
4. No One Lives This Earth – 5:58
5. Punish Yourself – 4:29
6. Everyone Must Parish – 3:06
7. Judge the Girl – 6:12
8. Parted Forever – 18:10

## Formazione
- Bruce Soord – voce, chitarra, tastiera, percussioni
- Steve Kitch – pianoforte, Rhodes, tastiera, mellotron
- Jon Sykes – basso, cori